# 別來無恙
《BI YA SU NA別來無恙》是描寫一位泰雅族青年「王金龍」與骨癌奮鬥的生命故事電視劇，全劇共23集。

## 演員列表
| 演員   | 劇中角色                | 以王金龍為關係 |
| 王志恩 | 王金龍 (成年時)         | 自己           |
| 黃俊霖 | 王金龍 (童年時)         | 自己           |
| 田麗   | 美花                    | 媽媽           |
| 黃仲崑 | 王國雄                  | 爸爸           |
| 辛夷   | 王慧芬 (成年時)         | 姊姊           |
| 尤尚玄 | 王慧芬 (童年時)         | 姊姊           |
| 李淑楨 | 王慧君 (成年時)         | 妹妹           |
| 李念恩 | 王慧君 (童年時)         | 妹妹           |
| 溫梅桂 | 婆婆                    | 父的媽- 阿嬤   |
| 張秀美 | 丈母娘 (大家都稱：奶奶) | 母的媽- 外婆   |
|        | 正林                    | 母的弟- 小舅舅 |
| 何豪傑 |                         | 老師           |
| 許瀞蔆 | 劉瓊英                  |                |

## 資料來源
1. ↑  . 華文影劇數據平台.   [2025-04-26].
2. ↑  . 公視新聞網. 2011-08-02  [2025-04-26].
3. ↑  . 國家文化記憶庫.   [2025-04-26].

## 外部來源
- 《大愛電視- 大愛劇場》別來無恙 戲劇全集（页面存档备份，存于）